# Moradelli
Moradelli ist eine Firma, die Loch- und Prägebleche herstellt. Sie wird in der siebten Generation von Familienangehörigen geführt.

## Geschichte
Die Familie Moradelli stammt ursprünglich aus Trient, wo Andreas Moradelli 1750 als Schuhmachermeister lebte. Dessen Sohn Andreas wanderte 1790 im Alter von 22 Jahren nach München aus. Er war Schlosser und ließ sich in Schwabing nieder. 1794 wurde er Meister und Mitglied der Münchner Schlossergenossenschaft. Begraben wurde er auf dem Alten Nördlichen Friedhof in München. Den Betrieb übernahm später sein Sohn Karl Moradelli, der 1838 das später so genannte Moradellihaus, ein Renaissancegebäude in der Hochbrückenstraße 8 in der Münchener Altstadt, erwarb. Auch Karl Moradellis Söhne Carl, Joseph und Alois stiegen in den Betrieb ein.

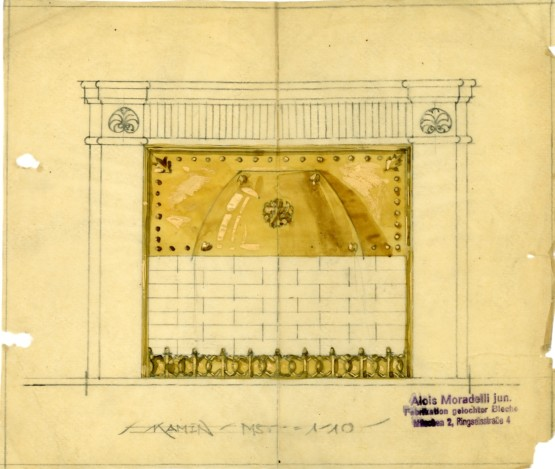
Skizze von Alois Anton Moradelli

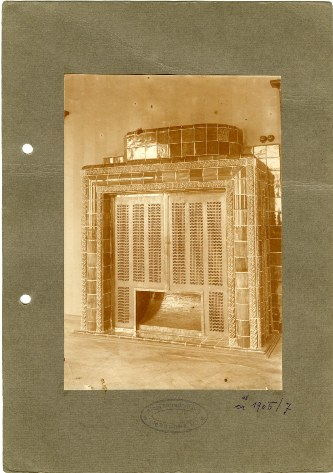
Heizkörperverkleidung um 1907

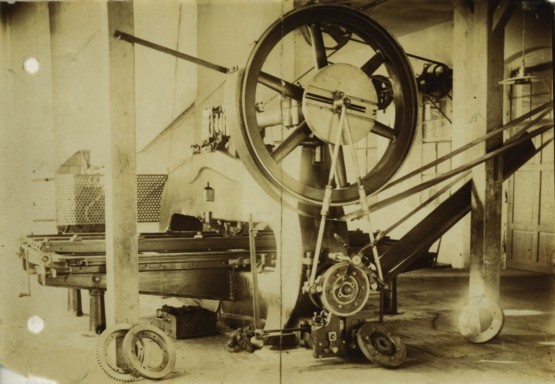
Streifenpresse um 1907

Carl Moradelli war besonders erfolgreich: Er wurde von Ludwig II. zum königlich-bayrischen Hofschlosser ernannt, wie auch schon Andreas und Karl Moradelli Hoflieferanten gewesen waren. Zu Carl Moradellis Arbeiten gehören Ausstattungsstücke der Schlösser Neuschwanstein, Herrenchiemsee und Linderhof. Dazu gehörte auch die Mechanik des Tischlein-deck-dich in Herrenchiemsee. 1899 zog er sich aus dem Geschäft zurück und überließ seinem Bruder Alois die Leitung.
Während Carl Moradelli besonders für seine kunstvollen Arbeiten bekannt wurde, verlegte sich Alois Moradelli eher auf Produkte, die industriell gefertigt werden konnten. Dazu gehörten etwa Ofenverkleidungen.
1890 zog die Firma in ein neues Domizil in der Nähe des Goetheplatzes in München und 1896 übernahm Alois Anton Moradelli die Leitung. 1898 begann ein Karl Moradelli aus der Familie Moradelli ein Studium an der Akademie der Bildenden Künste in München. 1907 wurde eine 50-Tonnen-Streifenpresse erworben und mit der Herstellung von gelochten Blechen begonnen. Alois Anton Moradelli starb jung und seine Tochter Luise übernahm um 1925 die Betriebsleitung. Sie konnte das Unternehmen über den Schwarzen Freitag von 1929 retten.
Im Zweiten Weltkrieg wurden die Firmengebäude schwer beschädigt. Im Zuge des Wiederaufbaus wurden weitere Perforierpressen eingebaut.
1976 folgte unter Ludwig Sauer erneut ein Standortwechsel. Moradelli zog nach Kirchheim, wo genügend Platz für einen Ausbau der Firma und außerdem ein Autobahnanschluss zur Verfügung stand. Die Produktion von geprägten Blechen nahm bald immer größeren Umfang an. Unter Thomas Sauer wurde die Fabrikationshalle 1990 erweitert und anschließend ein neues Verwaltungsgebäude errichtet. 1999 wurde das Gelände der Firma vergrößert.
Das Unternehmen wird heute in siebter Generation von Nachkommen Andreas Moradellis geführt und stellt Loch- und Prägebleche sowie Produkte mit Prägelochungen her.

## Bekannte Produkte
Karl Moradelli schuf 1858 einen Teepavillon für den Innenhof des Hotels Vier Jahreszeiten. Dieser Pavillon ist nicht erhalten geblieben; er wurde samt dem Innenhof unter Adolf Obermayer beseitigt, um dem heute noch existierenden Jugendstil-Lichthof Platz zu machen.
Moradelli stattete in der Zeit als Hofschmiede nicht nur Schlösser der Wittelsbacher mit Metallprodukten aus, sondern auch den Salondampfer Luitpold. Die Aluminiumpaneele, mit denen Audi seine Vertriebshäuser einheitlich gestalten lässt, stammen ebenfalls von Moradelli.